# Alessandra Corti
Alessandra Corti (Seregno, 28 dicembre 1961) è un'ex mezzofondista italiana.

## Palmarès
| Anno | Manifestazione    | Sede      | Evento         | Risultato | Prestazione | Note |
| ---- | ----------------- | --------- | -------------- | --------- | ----------- | ---- |
| 1986 | Mondiali di cross | Colombier | Corsa seniores | 114ª      | 16'41"9     |      |
| 1986 | Mondiali di cross | Colombier | A squadre      |           |             |      |

## Campionati nazionali
1983
- Oro ai campionati italiani assoluti, staffetta 4x1500 m - 18'44"92

1984
- Oro ai campionati italiani assoluti, staffetta 4x1500 m - 19'28"66
- 11ª ai campionati italiani di corsa campestre - 16'53"

1985
- Bronzo ai campionati italiani assoluti, 3000 m piani - 9'24"50
- Oro ai campionati italiani assoluti, staffetta 4x1500 m - 18'37"07
- 12ª ai campionati italiani di corsa campestre

1986
- Oro ai campionati italiani assoluti, staffetta 4x1500 m - 18'20"0
- Oro ai campionati italiani assoluti, staffetta 4x800 m - 8'55"17
- Argento ai campionati italiani assoluti indoor, 1500 m piani - 4'32"20
- 6ª ai campionati italiani di corsa campestre - 16'10"

1987
- 10ª ai campionati italiani di corsa campestre - 14'39"8

1988
- 10ª ai campionati italiani di corsa campestre - 20'50"

## Altre competizioni internazionali[1]
1984
- 8ª alla Cinque Mulini ( San Vittore Olona)
- 6ª al Campaccio ( San Giorgio su Legnano)

1985
- 8ª al Campaccio ( San Giorgio su Legnano) - 14'50"

1986
- 4ª al Campaccio ( San Giorgio su Legnano) - 15'30"

1988
- 7ª al Campaccio ( San Giorgio su Legnano) - 14'44"